# Håvard Klemetsen
Håvard Klemetsen, född den 5 januari 1979, är en norsk tidigare skidåkare och utövare av nordisk kombination som tävlat i världscupen sedan 2003.
Klemetsens bästa resultat i världscupen är en fjärde plats från en sprinttävling från i januari 2008.
Klemetsen deltog vid OS 2006 där han som bäst slutade på 20:e plats i individuellt deltagande. Vid OS i Sotji var han med i det norska guldlaget i stafett. Han har även deltagit i världsmästerskap där han tagit sju medaljer i lag och stafett. I VM i Obersdorf 2005 vann han en guldmedalj i stafett. Efter säsongen 2017 avslutade han sin karriär.
Klemetsen lever tillsammans med den svensk-samiska journalisten Mariela Idivuoma, med vilken han har två barn. Paret är bosatt i Tromsö.